# Liste der Monuments historiques in Saint-Gildas-de-Rhuys
Die Liste der Monuments historiques in Saint-Gildas-de-Rhuys führt die Monuments historiques in der französischen Gemeinde Saint-Gildas-de-Rhuys auf.

## Liste der Bauwerke
| Bezeichnung                   | Beschreibung | Standort                          | Kennzeichnung | Schutzstatus | Datum | Bild |
| ----------------------------- | ------------ | --------------------------------- | ------------- | ------------ | ----- | ---- |
| Kloster Saint-Gildas-en-Rhuys |              | (Lage)                            | PA00091674    | Classé       | 1840  |      |
| Allée couverte de Clos-et-Bé  |              | Le Net (Lage)                     | PA00091672    | Classé       | 1923  |      |
| Dolmen von Men Maria          |              | La Grée de Port Maria (Lage)      | PA00091673    | Classé       | 1969  |      |
| Menhir de Liorh Larzonnic     |              | Liorh Larzonnic (Lage)            | PA00091676    | Classé       | 1967  |      |
| Menhir de Clos-et-Bé          |              | Croix-de-By (Lage)                | PA00091675    | Inscrit      | 1969  |      |
| Menhir de Men-en-Palud        |              | Les Champs sur le Plud Net (Lage) | PA00091677    | Inscrit      | 1969  |      |
| Menhir de Pen-Guen            |              | Le Ruello de la Manigan           | PA00091678    | Inscrit      | 1968  |      |
| Menhirs de Clos-et-Bé         |              | La Croix-de-By (Lage)             | PA00091680    | Inscrit      | 1970  |      |
| Pierre Jaune de Kercambre     |              | Le Ligno La Pierre Jaune (Lage)   | PA00091679    | Inscrit      | 1970  |      |

## Liste der Objekte
- Monuments historiques (Objekte) in Saint-Gildas-de-Rhuys in der Base Palissy des französischen Kultusministeriums